# Плахотнюк Микола Григорович
Мико́ла Григо́рович Плахотню́к  (*8 травня 1936, с. Фосфорит Щигровського района Курської області РРФСР — пом. 5 лютого 2015, Київ, Україна) — український дисидент, лікар, член Клубу творчої молоді (у 1960-х), громадський діяч, шістдесятник, багаторічний політичний в'язень радянський концтаборів, жертва каральної психіатрії радянських часів. Чоловік Валентини Чорновіл, молодшої сестри В'ячеслава Чорновола.

## Біографія

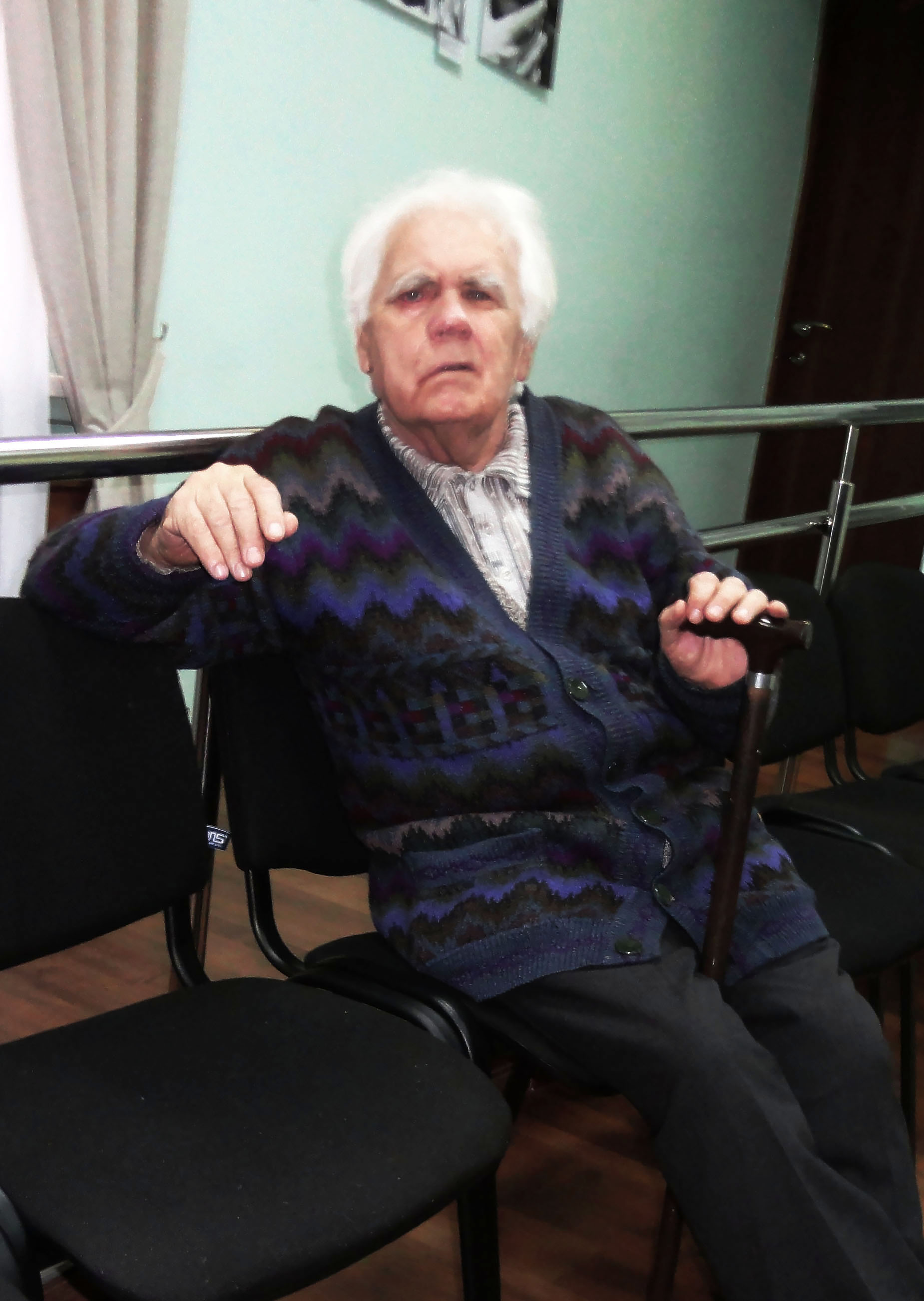
Перший директор Музею Шістдесятництва — М. Г. Плахотнюк. 2013

Народився в сім'ї розкуркулених селян, яка рятувалася від голоду 1932—1933 в Курській області. Під час війни сім'я повернулася в Київську область. Виховувався й навчався в україномовному середовищі. 1955 закінчив школу. Того ж року захворів на туберкульоз, лікувався 2 роки.
Закінчивши Київське медичне училище у 1959, працював фельдшером у селі. 1960 вступив до Київського медичного інституту на лікувальний факультет. Був комсоргом групи і відповідальним за сектор культури в факультетському профбюро.
У 1963 включився в роботу Клубу творчої молоді (КТМ) «Сучасник».
Улітку 1963 написав листа до Міністерства вищої освіти УРСР, у якому запропонував, щоб викладання велося українською мовою, бо в інституті навчаються переважно українці або ті, хто вивчав українську мову в школі.
23 березня 1963 організував вечір у клубі медінституту з участю Василя Симоненка, Миколи Вінграновського, Віталія Коротича та ін.
14 грудня 1963 взяв участь у похороні В.Симоненка, а 22 грудня організував в медінституті вечір його пам'яті (9 днів по смерті). Вечір намагалися заборонити; Плахотнюка викликали в партійні й комсомольські інстанції, але обмежилися доганою.
У серпні 1965 був заарештований студент Київського медінституту Я.Геврич, організатор інститутської капели бандуристів, який жив в одному з Плахотнюком гуртожитку. Зателефонувавши родичам Геврича, Плахотнюк відніс йому передачу в тюрму, знайшов йому адвоката, домігся, щоб свідчити в суді. Але зайшовши до зали суду над Гевричем у березні 1966 і побачивши тільки суддю, засідателів, прокурора, адвоката, підсудного і солдатів охорони, Плахотнюк відмовився давати покази в незаконно закритому суді і звернувся тільки зі словами підтримки до підсудного. Згодом саме це заступництво за Геврича в Дніпропетровській спецпсихлікарні (СПБ) було витрактуване як початок хвороби.
1966 — закінчив медінститут.
22 травня 1967, у чергову річницю перепоховання Т.Шевченка, біля його пам'ятника в Києві зібралося кількасот людей — покладали квіти, читали вірші. Після 21 години з'явилися машини з міліціонерами, які схопили 4-5 осіб з натовпу. Люди оточили міліціонерів, скандували «Ганьба!», проте ті від'їхали, забравши затриманих. Плахотнюк, який був тут, запропонував піти до ЦК і вимагати звільнення заарештованих. 200—300 осіб вирушили до ЦК, йшли щільною колоною — не співали, не кричали, щоб не дати приводу для звинувачень у порушенні громадського порядку. Дорогою їх обливали водою пожежні машини. О пів на другу ночі прибув міністр охорони громадського порядку І.Головченко з «почтом», в якому був і заступник голови КДБ України Калаш, і запропонував демонстрантам викласти свої претензії. З натовпу вийшла О. Мешко і висловила вимогу звільнення заарештованих. Міністр пообіцяв, що до ранку їх відпустять, просив уранці прислати до ЦК делегацію демонстрантів, а зараз розійтися. Більшість послухалась, а осіб із 40 залишилися чекати звільнення заарештованих. Годині о 3-й ночі їх привезли і випустили на виду очікуючих. Через декілька днів після демонстрації Плахотнюк був звільнений з роботи.
У червні 1969 був заарештований поет І.Сокульський, з яким Плахотнюк познайомився в листопаді 1968. Плахотнюка допитували у справі заарештованого, але йому нічого було сказати. Після допиту Плахотнюку запропонували звільнитися з кафедри «за власним бажанням» (він почав працювати на кафедрі невропатології Київського медінституту з 01.09.69.) і після відмови звільнили «за скороченням штатів».
13 січня 1970 в Дніпропетровську відбувся суд над Сокульським. Плахотнюк надіслав у дніпропетровські газети відкритого листа на його захист. Надіслав він цього листа і матері в'язня, що пізніше було розцінене як «розповсюдження» матеріалів антирадянського змісту.
12 січня 1972 був заарештований за ст. 62 КК УРСР. У вересні експертиза Інституту ім. Сербського в Москві поставила Плахотнюку діагноз «шизофренія з манією переслідування, періодично неосудний». Київський обласний суд постановив направити його на примусове лікування в спецпсихлікарню.
З 24 листопада 1972  — в Дніпропетровській, з вересня 1976 — в Казанській СПЛ. Неодноразові висновки медичних комісій про припинення примусового лікування (1974, 1976, 1977) відхиляються Київським обласним судом. Нарешті, в лютому 1978 на чергове клопотання медичної комісії він переводить Плахотнюка в лікарню загального типу. В серпні 1978 прибув до Черкаської ПЛ (м. Сміла). У 1979 медична комісія представила Плахотнюка на виписку з лікарні, але Київський обласний суд знову відмовив. У листопаді 1980 привезли в інститут ім. Сербського, де сказали, що йому давно пора бути вдома. Члени комісії запевнили Плахотнюка, що будуть клопотатися перед судом, щоб його виписали. 5 березня 1981 був виписаний із Черкаської лікарні.
Унаслідок побиття 8 квітня 1981 в Києві біля місяця провів у лікарні (йому зламали ребра і поперечні відростки тазових хребців).
Плахотнюк не зміг улаштуватися на роботу в Києві чи області. Зрештою його направили на курси підвищення кваліфікації в стаціонар обласного протитуберкульозного диспансера в Черкасах. Оселився в гуртожитку на околиці міста.
6 вересня 1981 був заарештований за сфабрикованим звинуваченням. 30 вересня 1981 його доставили в Черкаську ПЛ. Психіатрична експертиза визнала його осудним. 30 грудня 1981 Плахотнюка привезли в Москву в інститут ім. Сербського, де його також визнали осудним. У квітні 1982 він був засуджений на 4 роки позбавлення волі. Відбував покарання у Ворошиловградській обл. З квітня 1984 Плахотнюк — на так званій «хімії», працював бетонувальником, малярем і стропальщиком на будівництві лікарні в м. Ворошиловграді. У червні 1984 звільнений умовно-достроково. Одразу після цього відновив роботу за своїм фахом — пульмонологія, і 2 роки працював у Лисичанському тубдиспансері (Ворошиловградської області) фтизіатром.
З травня 1989 працював у Києві лікарем міської туберкульозної лікарні.
З 1991 — член Українського комітету «Гельсінки-90», член Проводу Всеукраїнського товариства політичних в'язнів і репресованих.
Періодично виступав на сторінках журналу «Українська культура» і в газеті «Час» зі спогадами й розповідями про шістдесятників.
Був головою громадської організації «Музей шістдесятництва» у м. Києві, першим директором музею.
Микола Плахотнюк — автор книги спогадів «Коловорот», в якій він зробив підсумок своєму багатому на події й нелегкому життєвому шляху. Він згадав і про особисте життя: 1982 року одружився з Валентиною Чорновіл, сестрою В'ячеслава Чорновола. У 1990 році у них народився син Богдан. Родина завжди підтримувала його погляди і допомагала у громадській роботі.
Помер 5 лютого 2015 року в київській лікарні, від онкологічного захворювання. Похований 7 лютого 2015 року на Байковому кладовищі (ділянка № 33).

## Нагороди
- Орден Свободи (18 листопада 2009)[3] — за визначний особистий внесок у відстоювання національної ідеї, становлення і розвиток Української незалежної держави та активну політичну і громадську діяльність.
- Орден «За заслуги» II ст. (26 листопада 2005)[4] — за вагомий особистий внесок у національне та державне відродження України, самовідданість у боротьбі за утвердження ідеалів свободи і незалежності, активну громадську діяльність.
- Орден «За заслуги» III ст. (26 листопада 2001)[5] — за особистий внесок у вшанування пам'яті жертв політичних репресій, утвердження принципів демократичного розвитку Української держави.
- Лауреат Премії імені Василя Стуса 2013 року[6].

## Вшанування пам'яті
В Києві існує вулиця Миколи Плахотнюка.

## Переслідування пам'яті
Під час російського вторгнення в Україну та захоплення міста-героя України Бучі на Київщині, російськими окупантами було навмисне знищено родинний будинок Миколи Плахотнюка, в якому зберігалися архіви українських політв'язнів та дисидентів В'ячеслава Чорновола і безпосередньо, Миколи Плахотнюка. Про це повідомив журналіст та активіст Богдан Плахотнюк. «… Знищено частково архів мого дядька, Героя України, В'ячеслава Чорновола; знищено всі книжки із колишнього Фонду Чорновола та понад 60 повних комплектів десятитомника Чорновола, який впорядковувала мама. Знищено архів тата, політв'язня радянської системи Миколи Плахотнюка, крім декількох зошитів, які вилетіли під час вибуху», — зазначив він.